# Katie Moon
Katie Moon (właśc. Kathryn Moon, z domu Nageotte) (ur. 30 czerwca 1991) – amerykańska lekkoatletka specjalizująca się w skoku o tyczce.
W 2015 zdobyła brązowy medal czempionatu NACAC w San José, a trzy lata później sięgnęła w Toronto po złoto tej imprezy. Srebrna medalistka igrzysk panamerykańskich w Limie (2019). W tym samym roku była siódma na mistrzostwach świata w Dosze.
W 2021 została w Tokio mistrzynią olimpijską, a rok później w Eugene mistrzynią świata. W 2023 obroniła tytuł mistrzyni świata w Budapeszcie dzieląc złoto z Australijką Niną Kennedy. Rok później wywalczyła brązowy medal halowych mistrzostw świata.
Złota medalistka mistrzostw USA oraz reprezentantka kraju w meczach międzypaństwowych.
Rekordy życiowe: stadion – 4,95 (26 czerwca 2021, Eugene) 4. wynik w historii światowej lekkoatletyki; hala – 4,94 (11 czerwca 2021, Georgia) 5. wynik w historii światowej lekkoatletyki.
31 grudnia 2022 r. poślubiła Hugo Moona.

## Osiągnięcia
| Rok  | Impreza                   | Miejsce    | Lokata     | Wynik |
| ---- | ------------------------- | ---------- | ---------- | ----- |
| 2015 | Mistrzostwa NACAC         | San José   | 3. miejsce | 4,30  |
| 2018 | Halowe mistrzostwa świata | Birmingham | 5. miejsce | 4,70  |
| 2018 | Mistrzostwa NACAC         | Toronto    | 1. miejsce | 4,70  |
| 2019 | Igrzyska panamerykańskie  | Lima       | 2. miejsce | 4,70  |
| 2019 | Mecz Europa – USA         | Mińsk      | 3. miejsce | 4,70  |
| 2019 | Mistrzostwa świata        | Doha       | 7. miejsce | 4,70  |
| 2021 | Igrzyska olimpijskie      | Tokio      | 1. miejsce | 4,90  |
| 2022 | Halowe mistrzostwa świata | Belgrad    | 2. miejsce | 4,75  |
| 2022 | Mistrzostwa świata        | Eugene     | 1. miejsce | 4,85  |
| 2023 | Mistrzostwa świata        | Budapeszt  | 1. miejsce | 4,90  |
| 2024 | Halowe mistrzostwa świata | Glasgow    | 3. miejsce | 4,75  |
| 2024 | Igrzyska olimpijskie      | Paryż      | 2. miejsce | 4,85  |